# Rubens de Mendonça
Rubens de Mendonça (27 de julho de 1915 - 3 de abril de 1983 (ambos em Cuiabá)) foi um poeta, historiador e jornalista brasileiro. Filho de Estevão de Mendonça, é considerado o maior expoente da historiografia mato-grossense, tendo publicado 38 livros. Como jornalista contribuiu e atuou nos maiores veículos da mídia impressa como Correio da Semana, O Estado de Mato Grosso, Correio da Imprensa e Diário de Cuiabá. Pertenceu ao Instituto Histórico e Geográfico de Mato Grosso e à Academia Mato-grossense de Letras.

## Carreira Profissional
Exerceu os cargos de Escriturário da Delegacia Fiscal do Tesouro Nacional e Delegacia Regional do Imposto de Rendas, foi Avaliador Judicial da Comarca da Capital, jornalista profissional. Redator da 2ª Divisão da Superintendência do Plano de Valorização Econômica da Amazônia, Chefe do Escritório Regional da SUDAM, em Mato Grosso, professor da disciplina de Português, registrado na Divisão do ensino Industrial sob. Nº. 3773, do Ministério de Educação e Saúde. Poeta e historiador. Pertenceu à Associação de Imprensa Mato-Grossense.

## Vida Cultural
Fez parte das seguintes sociedades culturais: Academia Mato-Grossense de Letras,Instituto Histórico de Mato Grosso e Geográfico de Mato Grosso, Sociedade de Geografia de Lisboa, Instituto Antônio Cabreira, de Lisboa, Instituto de Cultura Americana, de La Prata, Argentina, Centro Intellectual Augustin Aspiazu, de La Paz, Bolívia, Secretário Geral da Comissão Mato-Grossense de Folclore, da Academia Acreana de Letras (correspondente).
Fundou e dirigiu com Gervásio Leite e João Batista Martins de Melo, a revista “Pindorama”, colaborou nas revistas: “Cidade Verde”, de Cuiabá, “O Éco”, de Campo Grande, “Revista Genealógica Brasileira”, de São Paulo, “Revista da Academia Mato-Grossense de Letras”, “Revista do Instituto Histórico de Mato Grosso”, “A Caçula”, de Três Lagoas, “Anuário do Oeste Brasileiro”.
Fundou e dirigiu os seguintes jornais: “O Trabalhista”, “Brasil Oeste”, “O Social Democrata”, foi secretário do jornal “A Batalha” e redator de “O Correio da Semana”, redator chefe do jornal “O Estado de Mato Grosso”, ainda colaborou no “Jornal do Comércio”, de Campo Grande, “Atualidades”, de Corumbá”, “Novo Mundo”, de Guiratinga, “Folha Literária”, de Cuiabá, “Sací”, “Arauto de Juvenilia”, “Sara”, “Ganga”, “Mato Grosso Ilustrado”, “Mato Grosso em Revista”, “Diário de Cuiabá” e “Correio da Imprensa”.
Fundou com Gervásio Leite e Euricles Mota “O Movimento Graça Aranha”. Representou Mato Grosso no I Congresso Nacional de Jornalistas, realizado em São Paulo, em 1949 e no IV Congresso, realizado na Associação Brasileira de Imprensa, no Rio de Janeiro, em 1957.

## Obras Publicadas
- “Aspecto da Literatura Mato-Grossense”, 1938;
- “Garimpo do Meu Sonho”, (versos), 1939;
- “Álvares de Azevedo, o Romântico Sertanista”, 1941;
- “Poetas Borôros”, (Antologia de Poetas Mato-Grossenses), 1942;
- “Cascalhos da Ilusão”, (versos), 1944;
- “Os Mendonças de Mato Grosso”, (estudos genealógicos), 1945;
- “Discurso de Posse na Academia Mato-Grossense de Letras”, 1945;
- “No Escafandro da Vida”, (versos), 1946;
- “Gabriel Getúlio Monteiro de Mendonça”, 1949;
- “História do Jornalismo em Mato Grosso”;
- “Roteiro Histórico & Sentimental da Vila Real do Bom Jesus de Cuiabá”,
- 1952; “Álbum Comemorativo no 1º Congresso Eucarístico de Cuiabá”, 1952;
- “Dicionário Biográfico Mato-Grossense”, 1953;
- “Dom Pôr do Sol”, 1954;
- “Roteiro Histórico e Sentimental da Vila Real do Bom Jesus de Cuiabá” (2ª edição), 1954;
- “Poetas Mato-Grossenses”, 1958;
- “A Presença de Estevão Mendonça”, 1959;
- “História do Jornalismo em Mato Grosso” (2ª edição), 1963;
- “Bilac - O Poeta da Pátria”, 1965;
- “A Espada que Unificou a Pátria”, 1966;
- “O Tigre de Cuiabá”, 1966;
- “História de Mato Grosso”, 1967;
- “Estórias que o Povo Conta”, 1967;
- “Ruas de Cuiabá”, 1969;
- “Sagas & Crendices da Minha Terra Natal”,1969;
- “História do Poder Legislativo de Mato Grosso” (2 volumes), 1969,
- “História de Mato-Grosso” (2ª edição), 1970;
- “História da Literatura Mato-Grossense”, 1970.
- "Dicionário biográfico mato-grossense."  1970.